# 布萊恩特山脈
布莱恩特山脉（英語：Bryant Range）是位於新西兰南岛北部的一個西南-東北走向的山脈，長度為35公里，它是尼爾遜、塔斯曼与马尔堡的边界。布莱恩特山脉有多個海拔超過1000米的山峰。

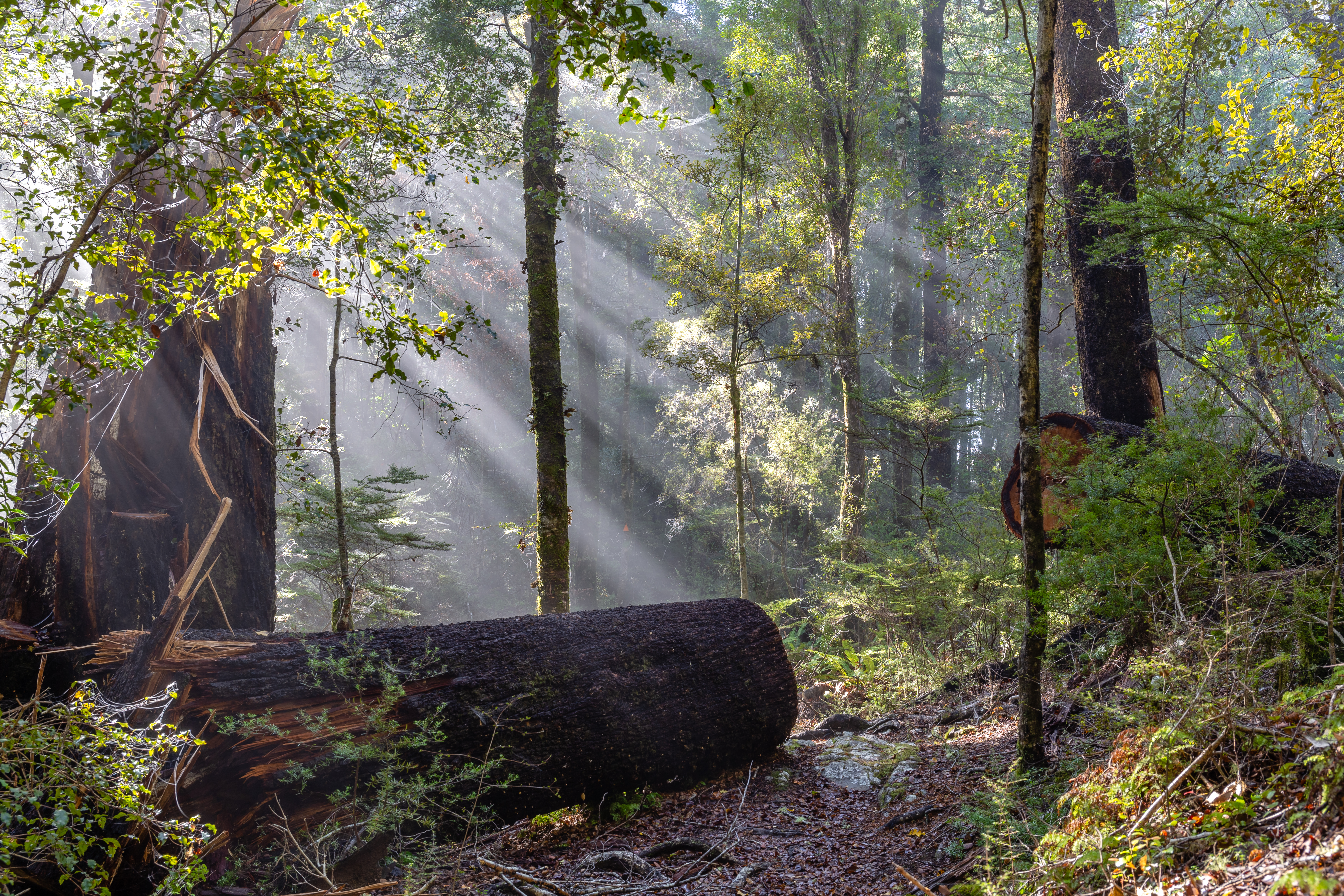
陽光穿過霧氣照射向布萊恩特山脈的樹木，圖片攝於蒂阿拉羅瓦步道的其中一段